# The Goat (film 1918)
The Goat è un film muto del 1918 diretto da Donald Crisp.

## Trama
Chuck McCarthy è un giovanotto coraggioso e intrepido e, quando all'attrice Bijou Lamour scappa la sua scimmia, lui si mette in caccia dell'animale, finendo per cadere da un tetto. La sua avventura attira l'attenzione dei manager dello studio che lo assume come stuntman. Chuck, che è un operaio siderurgico ma che ha sempre sognato di fare l'attore, accetta con entusiasmo quel lavoro anche contro il parere di Molly, la fidanzata, e della sua famiglia.
Tutto impettito, con l'abito nuovo, Chuck ora si pavoneggia ed è felice di fare le sue prodezze lavorando per il cinema, anche se rischia la vita e tutti ridono alle sue spalle. E, quando Marmaduke, l'attore protagonista del film, rifiuta di girare una scena particolarmente pericolosa, è Chuck che lo sostituisce sul set. Ma, durante la ripresa, la giovane controfigura resta seriamente ferita. Il produttore vede nell'incidente l'occasione per fare pubblicità al suo divo: avvolto nelle bende, Marmaduke viene spedito in ospedale mentre il povero Chuck viene fatto uscire in gran segreto da una porta sul retro.
Il giorno seguente, la casa di produzione fa recapitare un assegno di mille dollari nelle mani di Chuck per tacitarlo. Lui, allora, deluso dal cinema, torna dalla sua Molly: i soldi serviranno per la loro luna di miele alle cascate del Niagara.

## Produzione
Il film fu prodotto dalla Famous Players-Lasky Corporation

## Distribuzione
Distribuito dalla Artcraft Pictures Corporation e dalla Famous Players-Lasky Corporation, uscì nelle sale cinematografiche USA nel 1918.